# America This Morning
America This Morning é um noticiário que vai ao ar na ABC produzido pela ABC News. O noticiário está atualmente ancorado por Rob Nelson e Vinita Nair.